# Shinobu Gotō
Shinobu Gotō (ごとう しのぶ Gotō Shinobu?,  Japón, 11 de febrero) es una novelista japonesa, principalmente conocida por su serie de novelas de género yaoi, Takumi-kun Series. Para diciembre de 2010, las novelas de Gotō habían vendido más de 4 millones de copias, mientras que en febrero de 2016 acumularon 5 millones de copias vendidas. Takumi-kun Series también ha generado un gran número de diferentes adaptaciones debido a su popularidad, incluyendo CD dramas, manga y una serie de películas en imagen real.

## Obras

### Novelas
- Takumi-kun Series (1992)
- Rolex ni Kuchizuke o
- Wakarazu ya no Koibito
- Sasayaka na Yokubō
- Sweet Memories
- Bitter Memories
- Gure Chawanaide ne?
- Ginyū Mokushiroku Meyneliebe Unmei no Deai
- Mizu ni Nemuru Tsuki
- Kanade, Kanademasu!

### Mangas
- Eggs (1997)
- Soshite Shunpuu ni Sasayaite (1998)
- Time Lag (2000)
- Takumi-kun Series (2001, adaptación a manga)
- Gurechawanaidene (2002)
- Netsujō (2002)
- Mitsuyaku (2006)
- Passion - Forbidden Lovers (2008)
- A Puriori - Kimi to Ore to no Renai Kakuritsu (2010)